# Raión de Baranivka
Baranivka (en ucraniano: Баранівський район) es un raión o distrito de Ucrania en el óblast de Zhytomyr. 
Comprende una superficie de 1000 km².
La capital es la ciudad de Baranivka.

## Demografía
Según estimación 2010 contaba con una población total de 45964 habitantes.

## Otros datos
El código KOATUU es 1820600000. El código postal 12700 y el prefijo telefónico +380 4144.